# Store norske leksikon
Store norske leksikon (SNL; egl. Aschehoug og Gyldendals Store norske leksikon) er en generel encyklopædi fra 1978, da  de norske forlag Aschehoug og Gyldendal slog deres leksikonvirksomhed sammen. Udgiveren var Kunnskapsforlaget som stadig har de to forlag som hovedejere. Forlaget definerede værket som et nationalleksikon. I dag findes det udelukkende i en gratis netudgave som ejes og udgives af "det idelle nettforlaget SNL AS", Store norske leksikon AS.

## Udgaver
- 1978-1981 1. udgave i 12 bind, hovedredaktører: Olaf Kortner, Preben Munthe, Egil Tveterås
- Supplementbind 1984
- Supplementbind 1989
- 1986-1989 2. udgave i 15 bind, hovedredaktører: Olaf Kortner, Preben Munthe, Egil Tveterås
- 1995-1998 3. udgave i 16 bind, redaktør Petter Henriksen
- 2005-2007 4. udgave i 16 bind, redaktør Petter Henriksen